# Gamasellevans evansi
Gamasellevans evansi är en spindeldjursart som beskrevs av Loots e Ryke 1967. Gamasellevans evansi ingår i släktet Gamasellevans och familjen Ologamasidae. Inga underarter finns listade i Catalogue of Life.